# Norwegische Badminton-Mannschaftsmeisterschaft
Norwegische Badminton-Mannschaftsmeisterschaften werden seit 1955 ausgetragen. Die Einzeltitelkämpfe starteten 1939, die Juniorenmeisterschaften 1951.

## Die Mannschaftsmeister
- 1955 Sandefjord BK
- 1956 Oslo BK
- 1957 Sandefjord BK
- 1958 Bygdoy IL
- 1959 Bygdoy IL
- 1960 Sandefjord BK
- 1961 Sandefjord BK
- 1962 Sandefjord BK
- 1963 Snert BK
- 1964 Snert BK
- 1965 Sandefjord BK
- 1966 Snert BK
- 1967 Sandefjord BK
- 1968 Oslo BK
- 1969 Snert BK
- 1970 Snert BK
- 1971 Sandefjord BK
- 1972 Sandefjord BK
- 1973 Oslo BK
- 1974 Sandefjord BK
- 1975 Sandefjord BK
- 1976 Sandefjord BK
- 1977 Sandefjord BK
- 1978 Sandefjord BK
- 1979 Sandefjord BK
- 1980 Sandefjord BK
- 1981 Sandefjord BK
- 1982 Fjellhamar BK
- 1983 Fjellhamar BK
- 1984 Kristiansand BK
- 1985 Sandefjord BK
- 1986 Fjellhamar BK
- 1987 Fjellhamar BK
- 1988 Sandefjord BK
- 1989 Sandefjord BK
- 1990 Sandefjord BK
- 1991 Kristiansand BK
- 1992 Kristiansand BK
- 1993 Kristiansand BK
- 1994 Kristiansand BK
- 1995 Kristiansand BK
- 1996 Kristiansand BK
- 1997 Kristiansand BK
- 1998 Kristiansand BK
- 1999 Kristiansand BK
- 2000 Kristiansand BK
- 2001 Oslo BK
- 2002 Sandefjord BK
- 2003 Sandefjord BK
- 2004 Kristiansand BK
- 2005 Kristiansand BK
- 2006 Kristiansand BK
- 2007 Kristiansand BK
- 2008 Kristiansand BK
- 2009 Kristiansand BK
- 2010 Kristiansand BK
- 2011 Kristiansand BK
- 2012 Kristiansand BK
- 2013 Sandefjord BK
- 2014 Kristiansand BK
- 2015 Kristiansand BK
- 2016 Sandefjord BK
- 2017 Frogner IL Badminton
- 2018 Moss BK
- 2019 Frogner IL Badminton
- 2020 Frogner IL Badminton
- 2021 nicht beendet
- 2022 Kristiansand BK
- 2023 Frogner IL Badminton
- 2024 Bergen BK